# Joan Crisòstom
Joan Crisòstom (grec antic: Ἰωάννης ὁ Χρυσόστομος, ‘Joan el de la boca d'or’; llatí: Joannes Chrysostomus) (Antioquia, avui Antakya a Turquia, entre 344 i 349 - prop de Comana, 407) fou un eclesiàstic, patriarca de Constantinoble i sant grec. És conegut per la seva eloqüent oratòria i pels seus escrits sobre la teologia i l'ètica cristiana, cosa que li va valer el sobrenom de «Crisòstom», que significa ‘boca d'or’ en grec.
Va néixer a Antioquia i va estudiar dret i retòrica abans d'entrar en la vida religiosa. Va ser ordenat sacerdot i va arribar a ser arquebisbe de Constantinoble. Sant Joan Crisòstom va ser conegut per la seva crítica a la corrupció de l'església i de la societat, així com per la seva defensa dels pobres i els marginats.
Sant Joan Crisòstom és venerat com a sant tant a l'Església Catòlica (conmemorat en el ritus romà el 27 de gener) com a l'Església Ortodoxa (commemorat el 13 de novembre) i és considerat un dels Pares de l'Església. Els seus sermons i escrits continuen sent una font important de doctrina i espiritualitat cristiana.

## Vida

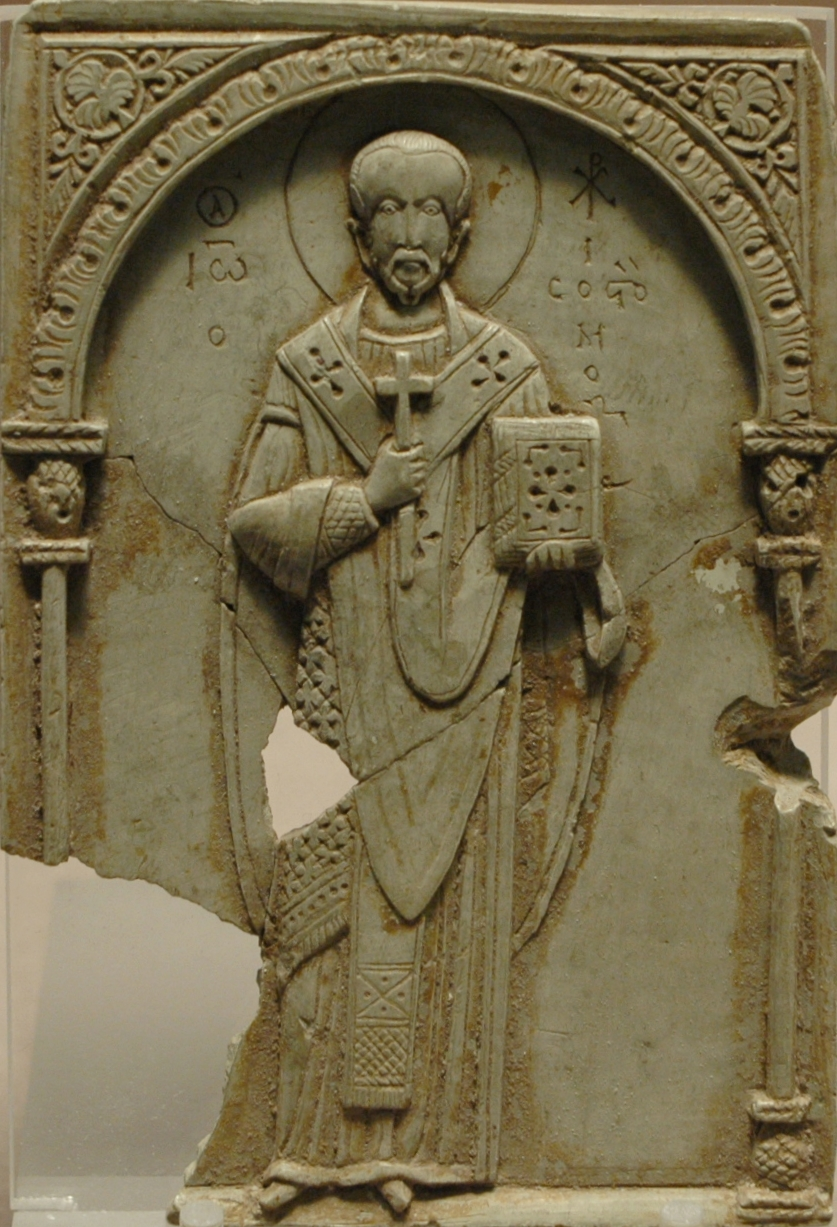
Placa de marès, s. XI (París, Louvre)

Va néixer a Antioquia vers el 347 (entre el 344 i el 354) fill de Segon, un alt oficial imperial que va morir poc després deixant vídua a la seva dona i mare de Joan, Antusa. Fou ella qui va educar al fill en la fe religiosa.
Després de ser ordenat es va retirar a un monestir prop d'Antioquia i més tard a una cova solitària on es va aprendre la Bíblia de memòria. A la cova la seva salut es va ressentir i va haver de tornar a Antioquia on fou ordenat diaca pel bisbe Meleci el 381, i després fou ordenat prevere per Flavià I d'Antioquia, successor de Meleci, el 386.
Va esdevenir famós per la seva eloqüència i predicacions i a la mort de Nectari, arquebisbe i patriarca de Constantinoble, Eutropi, el ministre eunuc de l'emperador Arcadi, el va elegir com a successor i l'elecció fou ratificada pel poble i el clergat el 397.
Trobigild, un cabdill ostrogot, amb l'ajut del general imperial traïdor Gaines, enemic d'Eutropi, va atacar Constantinoble, i va demanar a canvi de la pau, el cap d'Eutropi, que es va amagar a la catedral. Joan el va salvar amb la seva eloqüència, però només temporalment
Les seves homilies inflamades, la seva oposició a la manera de viure a la capital, i els costums de la gent de classe alta, li van donar suport del poble però li van causar molts enemics i entre ells l'emperadriu Eudòxia, que dominava l'emperador.
Va fer una visita a Àsia on va deposar tretze bisbes acusats de simonia i això encara va fer disminuir la seva popularitat entre els dirigents.
Mentrestant, un conflicte va esclatar a Egipte entre Teòfil, patriarca d'Alexandria, i els monjos de Nítria que seguien les opinions d'Orígenes; els dissidents eren encapçalats pels germans Tall, família enemistada de lluny amb Teòfil (per culpa segurament d'aquest), que els va excomunicar, i va fugir a Constantinoble on va demanar protecció a Joan.
El conflicte fou dur, atès que semblava que el patriarca podia ser acusat d'heretgia. L'emperadriu Eudòxia protegia el bisbe i Crisòstom els monjos de Nítria, i tot l'afer fou utilitzat per a convocar un sínode en el qual Crisòstom (que no hi va ser present fins que quatre bisbes clarament enemics en foren apartats) fou deposat i la sentència fou signada per 45 bisbes (404).

Quan es va saber la notícia van esclatar aldarulls a la capital en favor seu i, a més, es va produir un terratrèmol que fou interpretat com un senyal d'oposició a la deposició, i al cap de pocs dies l'emperadriu el va cridar de nou. Tanmateix, uns dos mesos després el va tornar a enviar a l'exili després que Crisòstom fes un discurs molt dur per les molèsties que causava la inauguració d'una estàtua d'Eudòxia prop de la catedral. Un nou sínode dirigit per Teòfil, el va deposar un altre cop i fou enviat a la ciutat de Cucusus entre Isàuria, Cilícia i Armènia.

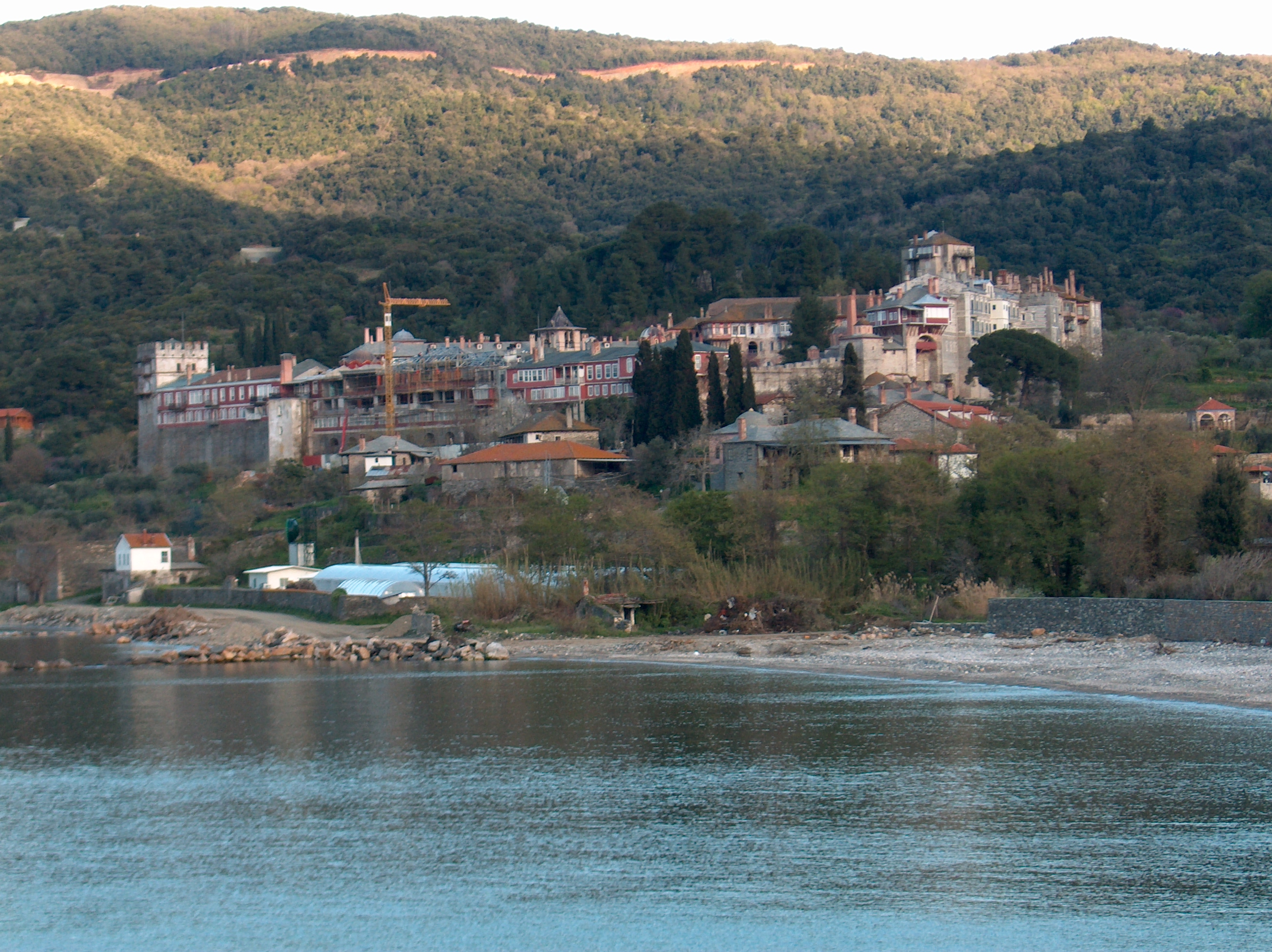
Monestir de Vatopedi, on hi ha algunes restes del sant (també presents a la Basílica de Sant Pere -Roma- i a la Catedral Patriarcal de Sant Jordi -Istanbul-).

Els seus contactes amb altres religiosos van aconsellar el seu trasllat a un altre punt, a Pitius al Pont (moderna Abkhàzia), a l'extrem de l'Imperi (407), però del cansament del viatge va morir quan eren a Comana, al Pont, quan tenia uns 60 anys.
El seu exili va causar un cisma, ja que una facció anomenada joanistes, es va separar de l'església i va refusar reconèixer als patriarques de Constantinoble que el van succeir, i van romandre separats fins al 438 quan l'arquebisbe Procle (434-446) va convèncer a l'emperador Teodosi de portar les restes de Crisòstom a la capital, on foren rebudes amb els màxims honors.

## La ingent obra de Joan Crisòstom. Una fita de la patrística
Els estudiosos de la patrística assenyalen que l'obra escrita de Joan Crisòstom per la seva amplitud és sols comparable a la d'Agustí d'Hipona. Però la de Crisòstom és dedicada sobretot a la predicació moral. La majoria de la qual són homilies. Gran part són redactades durant la jovenesa fins a ser ordenat prevere. Tot i que tingueren continuïtat durant el període de Joan com a patriarca de Constantinoble.
Va fer de la predicació l'eix vertebral de la seva activitat pastoral i evangelitzadors. Tasca que fou aplegada en una obra literària amplíssima que ocupa del volum 47 al 64 de la Patrologia Grega.
La seva oratòria brillant i combativa és l'origen, a partir del segle VI, del seu epítet grec de χρυσόστομος (chrysóstomos ). El seu rigor i el seu zel reformador davant els poderosos del seu temps li comportaren greus problemes que el van conduir a l'exili i a la mort .

A ell li és atribuïda l'Anàfora que constitueix el nucli de les Divines Litúrgies a les Esglésies ortodoxes. Que fou traduïda al llatí, el 1171, per iniciativa del català Ramon Montcada en missió diplomàtica davant l'emperador.

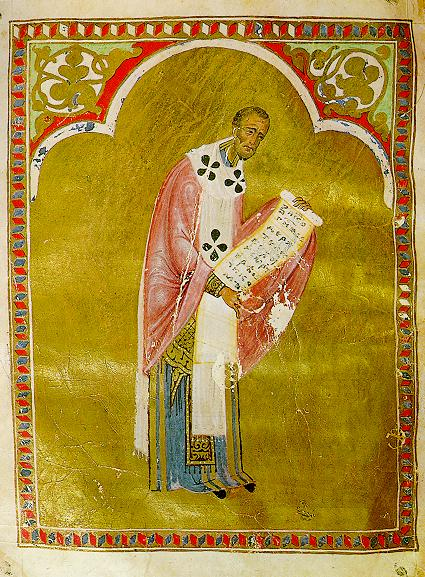
Joan Crisòstom en un manuscrit romà d'Orient del s. XIII (Moscou)

Probablement, una de les seves primeres produccions fou La comparació entre el rei i el monjo, on mostra la superioritat de la vida monacal i l'ascetisme, També defensa la vida d'apartament social, treball, pregària i meditació del monaquisme en els seus tres llibres Contra els adversaris de la vida monàstica. L'opuscle A Teodor té com a objectiu evitar la crisi vocacional d'un amic seu. També són destacables els llibres A Demetrio sobre la compunció. Així com els denominats A Stagirio  sobre el dolor i la felicitat humans.
Altres obres morals de la seva època juvenil són el tractat La virginitat, així com les exhortacions A una jove vídua i Sobre no tornar-se a casar, destinades a desaconsellar les segones noces. També es dediquen dos quaderns a combatre el fenomen de les subintroductae, és a dir, la convivència de dones amb ascetes masculins.

### Les homilies i l'epistolari de Crisòstom. Una aportació d'exegesi bíblica, teològica i moral
Joan Crisòstom és recordat pels seus treballs con exegeta vinculat l'escola d'Antioquia i seguint el mètode  d'aquesta. Refusant la interpretació al·legòrica de les Escriptores proposada per l'Escola Alexandrina. Les sèries de Catequesis baptismals (en part descobertes cap a mitjan segle XIX) així com moltes altres sèries d'homilies formen un conjunt en el qual destaquen l'activitat constant d'exegesi bíblica que Crisòstom va dur a terme al llarg de tots els anys del seu ministeri.
També ens ha llegat nombroses sèries sobre el Gènesi, sobre els Salms, sobre l'Evangeli de Mateu i l'Evangeli de Joan, sobre els Fets dels Apòstols i sobre totes les epístoles de sant Pau, així com moltes altres sobre passatges bíblics concrets o figures bíbliques individuals.
Tanmateix, els textos exegètics no homilètics són força limitats, entre ells destaquen el Comentari a Job, el Comentari a Proverbis i el comentari inacabat a Isaïes.
Altres sèries homilètiques són de contingut més específicament teològic contra l'arianisme anomè: Sobre la incomprensibilitat de Déu i Sobre la igualtat del Pare i del Fill. També trobem homilies que es refereixen a festes litúrgiques, panegírics de sants, qüestions morals com l'almoina i la penitència. Un bon gruix d'homilies mostren l'anàlisi i el seu compromís abordant temes espinosos d'actualitat com ara les Sobre les estàtues que parlen sobre una revolta contra l'emperador Teodosi, que havia provocat l'enderrocament d'algunes de les seves estàtues situades a Antioquia. Un altre exemple són les Per Eutropi que estan relacionades amb la caiguda en desgràcia del poderós ministre Eutropi a Constantinoble.
Les seves cartes majoritàriament corresponen a la dura etapa de l'exili de Joan. Entre les que destaca la correspondència que envià a la diaconessa Olímpia. Cal, així mateix, destacar dos opuscles en què el Crisòstom es planteja el significat del dolor i sobre la tolerància al mal i que es pot considerar com el seu testament espiritual: Ningú pateix ofensa excepte d'ell mateix i L'escàndol del mal (o Sobre la Providència).

### Un reptador model de societat cristiana
Joan Crisòstom va desenvolupar una filosofia cristiana que proposa un ideal de perfecció. Aquesta perfecció consisteix en la coincidència entre l'ortodòxia de la fe i l'obrar conseqüentment amb aquesta. És la divisa que presideix la predicació i les homilies de Joan.
El Crisòstom no és un moralista pur; la seva ètica demanda traduir en fets el diví manament d'estimar i ajudar els altres. Així afirma "per la misericòrdia i la compassió és com ens assemblem a Déu. Si no tenim això ho perdem tot." Reclamant una societat activament solidària on els pobres tinguin el que cal per a viure dignament. Ja que "aquest és el principi de la nostra vida social (...) no interessar-nos solament en nosaltres mateixos!"

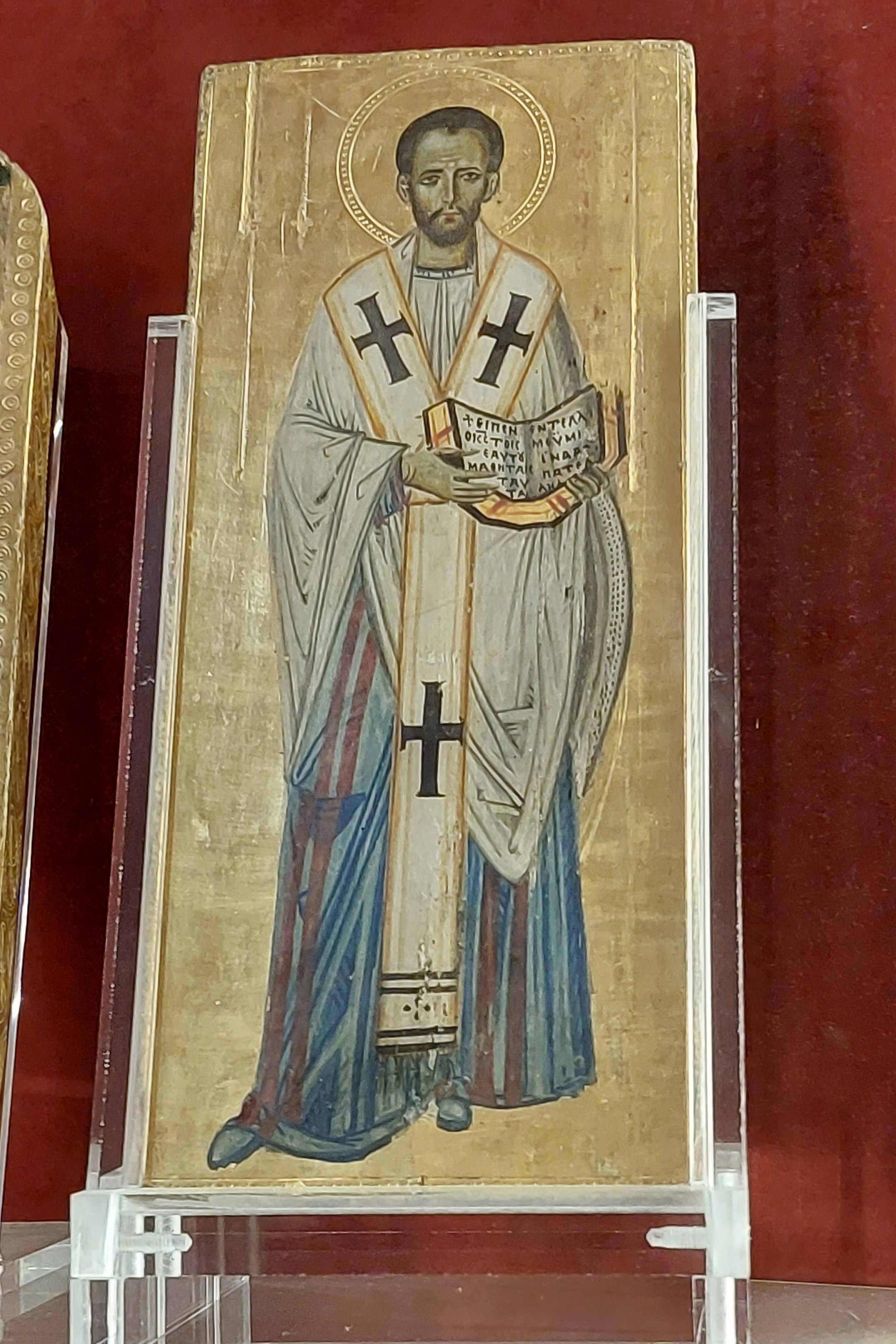
Estauroteca amb Sant Joan Crisòstom, segle X.

Davant les injustícies estructurals de la societat del seu temps, Crisòstom veu la insuficiència de mesures com l'almoina per acabar amb la pobresa i restaurar la dignitat de tota persona, Per això veu necessari crear una nova estructura, un nou model de societat fonamentat en el Nou Testament. Serà la nova societat portada a terme per l'Església. Com ja havia fet l'apòstol Pau de Tars, Joan Crisòstom defensà la primacia de la persona per sobre de tot. Fet que inclou també l'esclau i el pobre. Capgirant la realitat de la societat grega coetània on gran part de la població era exclosa dels drets de ciutadania. Per construir una societat cristiana on tothom gaudeix dels mateixos drets.
Recordant que "no donar als pobres béns propis és cometre amb ell una rampinya i atemptar a la seva vida". Tot demanat-nos que no jutgem els pobres i necessitats car "si veus des de la riba que una persona naufraga, no et posis a jutjar-lo i a demanar-li comptes: socorre de seguida aquesta desgràcia." Ja que tota persona "encara que no sigui familiar ni amic és home de la teva mateixa naturalesa que pertany al mateix Senyor que tu."
Evidentment, la denúncia dels excessos de molta gent rica i poderosa de la societat de l'imperi d'Orient i la seva manca de caritat i justícia envers els més febles fou la causa de molts dels patiments de Joan. I finalment de la seva deposició com a patriarca de Constantinoble i del seu exili. Sobre això ens diu "sé molt bé que tot això molesta els que m'escolten, però què haig de fer? Aquesta és la meva obligació i no deixaré d'advertir-vos aquestes coses, tant si obtinc algun resultat com si no."

### Sobre el sacerdoci
Probablement, els llibres més coneguts i sobresortints del Crisòstom són el que tracten del sacerdoci. Aquesta obra organitzada en forma de diàlegs exposa la santedat, la dignitat i la responsabilitat de l'ordenació presbiteral. Tot mostrant per aquest motiu les reticències que Joan tingué per defugir l'orde episcopal quan li van oferir. Però també és una crida a reformar la laxitud de vida sacerdotal del seu temps i a refermar la seva preparació.
A través d'aquests diàlegs analitza la naturalesa del sacerdoci, les funcions del sacerdot en els camps doctrinal, litúrgic i de govern. També les virtuts i les dificultats tot denunciant els abusos, problemes i greus defectes que observa en els molts sacerdots en la societat coetània.
Sense oblidar el paper del sacerdots en la reforma de tota la comunitat cristiana.

### Adversus Iudaeos. Les homilies contra els jueus
A finals de l'any 386, Joan inicià a Antioquia el cicle de vuit homilies que molt posteriorment se li ha donat el nom d'Adversus Iudaeos. Les quals contenen durs atacs i desqualificacions contra els jueus. Tot i que el seu objectiu no eren pas els jueus sinó els cristians simpatitzants amb el judaisme. A la ciutat d'Antioquia de finals del segle IV existia una continuada interrelació en l'àmbit religiós. Que, alhora, era una pugna per l'hegemonia entre grups religiosos com el cristianisme niceà, el cristianisme arrià, el judaisme i grups de seguidors de la religió grecoromana. En uns anys de gran nombre de conversions al cristianisme i d'edificació de diverses esglésies a la ciutat.
En aquest clima, Joan constata com membres de la seva comunitat cristiana van a les festivitats i celebracions dels jueus. O cerquen remeis per a la salut entre els jueus i altres contactes. Preocupat per aquestes pràctiques decideix a través de la predicació i la retòrica desprestigiar el judaisme i les seves institucions als ulls dels fidels cristians . Amb la intenció d'establir com i on havien de viure i relacionar-se els que formaven part de la comunitat cristiana. Tot definint així la identitat cristiana des de les coordenades teològiques i morals del prevere Joan.

### Les etapes de la vida i el desenvolupament personal i espiritual
El conjunt d'homilies de Joan Crisòstom mostren la seva voluntat de servir al desenvolupament de la persona en el pla físic, l'intel·lectual i espiritual. Compara les diverses etapes del creixement humà als mars que conformen un oceà: «El primer d'aquests mars és la infància». On «precisament en aquesta primera edat es manifesten les inclinacions al vici i a la virtut». Per això la llei de Déu ha de ser des del principi gravada a l'ànima «com en una tauleta de cera». La infància esdevé l'etapa més important, ja que és en aquests primers anys de vida que la persona conforma les grans orientacions que donen la perspectiva a tota l'existència. És l'etapa de donar als infants les armes espirituals.
Després a «la infància segueix el mar de l'adolescència, on els vents bufen violents..., perquè en nosaltres creix... la concupiscència». «A la joventut li succeeix l'edat de la persona madura, en què sobrevenen els compromisos de família» És temps de cercar parella. Assenyala els objectius del matrimoni que recomana enriquir amb una trama de relacions personalitzades. Els esposos ben preparats esquiven així el camí al divorci: tot es desenvolupa amb goig i es poden educar els fills en virtut. Quan neix el primer fill, aquest és «com un pont; tots tres es converteixen en una sola carn, atès que el fill reuneix les dues parts», i tots tres constitueixen «una família, petita Església».

## Obres
Les seves obres són: 
1. Homilies i comentaris sobre diferents parts de les Escriptures i doctrina (les més famoses sobre els quatre evangelis, Fets dels apóstols i les epístoles paulines).
2. Epístoles a diferents persones.
3. Tractats sobre diversos temes, per exemple sobre sacerdoci (6 llibres), divina providència (3 llibres) i altres (sobre els jueus).
4. Litúrgies.